# زبان‌شناسی حقوقی
زبان‌شناسی حقوقی یا زبان‌شناسی قانونی (به انگلیسی: Forensic linguistics) یا زبان‌شناسی قضایی یا زبان‌شناسی جنایی شاخه‌ای از زبان‌شناسی کاربردی است که به کاربرد دانش و روش‌های زبان‌شناسی در حوزه مربوط به مسائل و موضوعات حقوقی از قبیل بافت قانون، زبان حقوقی، جرم، بازجویی، محاکمه و رویه قضایی می‌پردازد. 
این رشته نوین حاصل پیوند دو حوزه زبان‌شناسی و حقوق است که با استفاده از ابزارهای زبانی و شواهد زبان‌شناختی به تجزیه و تحلیل کارشناسانه متون گفتاری و نوشتاری می‌پردازد و به پلیس و نظام قضائی در کشف حقیقت در دعاوی حقوقی یا اثبات وقوع یا عدم وقوع جرم در دعاوی کیفری در محاکم کمک می‌کند. از این رو مورد توجه نظام قضایی و پلیس کشورهای مختلف قرار گرفته‌است.
عمر این رشته به حدود پنج دهه می‌رسد. زبان‌شناسی حقوقی به معنای واقعی کلمه از سال ۱۹۶۸ میلادی و در نتیجه مطالعات زبان‌شناختی استاد برجسته زبان‌شناسی به نام سوارتویک در پرونده قضایی شخصی به نام تیموتی ایوانس که به قتل همسر و فرزندش متهم شده بود، جنبه عملی و کاربردی پیدا کرد. تیموتی ایوانس در اجرای حکم صادره از دادگاه جنایی انگلستان، در ۹ مارس سال ۱۹۵۰ در زندان پنتونویل به دار آویخته شد؛ اما اقاریر منتسب به وی که ظاهراً در سال ۱۹۵۳ در اداره پلیس از نامبرده اخذ شده بود، تعدادی از افراد از جمله روزنامه‌نگار بسیار برجسته‌ای به نام لودویک کندی را به خود مشغول کرد. از همین رو، سوارتویک کار تجزیه و تحلیل اقاریر وی را برعهده گرفت و به سرعت دریافت که دو سبک و سیاق متفاوت در آن به چشم می‌خورد. سرانجام او با بهره‌گیری از شواهد و قرائن زبان‌شناختی نشان داد که برخلاف آن‌چه در جریان محاکمه و دادگاه تیموتی ایوانس ادعا شده بود، او نمی‌توانسته گوینده اقاریر مزبور بوده باشد.
از پرونده‌های معروف دیگری که در آن از روش‌های زبان‌شناسی حقوقی استفاده شده است، پرونده قتل جانبنت رمزی می‌باشد.